# Julian (Sohn Konstantins III.)
Julian († 411) war ein Sohn des weströmischen Gegenkaisers Konstantin (III.).
Julian war der jüngere Bruder von Constans (II.). Kurz nachdem Constans im Jahr 408 von seinem Vater den Rang  eines Caesar erhalten hatte, wurde Julian zum Nobilissimus ernannt. Als Constans Ende 409 oder Anfang 410 zum Augustus erhoben und nach Spanien entsandt wurde, dürfte der Caesar-Titel auf Julian übergegangen sein. Julian wurde 411 zusammen mit seinem Vater in Arles vom Heermeister und späteren Kaiser Constantius gefangen genommen, nach Italien zu  Honorius geschickt und auf dessen Befehl im August oder September 411 bei Ravenna hingerichtet.